# Sebastjan Linke
Sebastjan Linke, slovenski kanuist, * 5. april 1978.
Linke je na svetovnih prvenstvih osvojil bronasto medaljo leta 1997 v Três Coroasu skupaj v Simonom Hočevarjem in Gregorjem Terdičem v disciplini C-1 ekipno, v isti disciplini je na evropskih prvenstvih osvojil bronasto medaljo leta 1996 v Augsburgu, v ekipi sta bila še Dejan Stevanovič in Hočevar.